# Вуэльта Колумбии (женская 1987—1992)
Вуэльта Колумбии (исп. Vuelta a Colombia) — шоссейная многодневная велогонка, проходившая по территории Колумбии с 1987 по 1992 год.

## История
Гонка была создана в 1988 году и была международной. В 1990 году гонка прошла на национальном уровне исключительно с участием только местных гонщиц из-за неспособности привлечь иностранные команды.
Начиная с 1990 года также упоминается под названиями Tour Femenino RCN — Caja Popular Cooperativa или Clásico RCN.
Дистанция гонки изначально состоявшая из 9 этапов постепенно сократилась до 6. Финишировала гонка всегда в столице Колумбии — Боготе.
Рекордсменкой с двумя победами стала француженка Жанни Лонго, выигравшей первые две гонки.
В 2016 году была создана новая гонка под аналогичным названием.

## Призёры

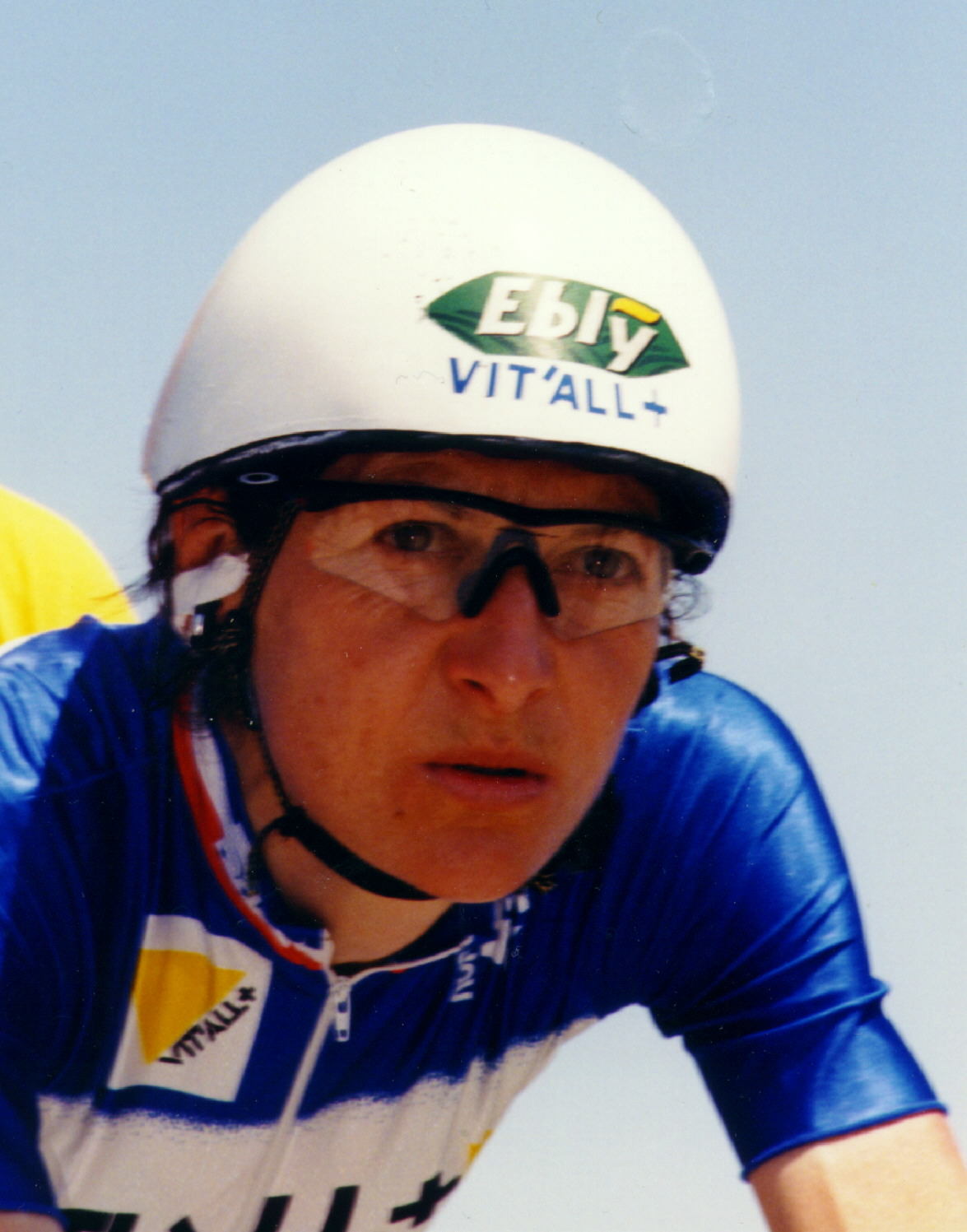
Жанни Лонго

| Год  | Победитель        | Второй            | Третий            |
| ---- | ----------------- | ----------------- | ----------------- |
| 1987 | Жанни Лонго       | Имельда Кьяппа    | Сесиль Оден       |
| 1988 | Жанни Лонго       | Сесиль Оден       | Виржиния Лафарг   |
| 1989 | Лусила Родригес   | Раса Поликевичюте | Нелли Альба       |
| 1990 | Роза Мария Апонте | Лусила Родригес   | Нелли Альба       |
| 1991 | Наталья Гринина   | Эвелин Мюллер     | Нелли Альба       |
| 1992 | Марица Корредор   | Нелли Альба       | Роза Мария Апонте |